# Bugs Bunny – Märchen aus 1001 Nacht
Bugs Bunny – Märchen aus 1001 Nacht (Originaltitel: Bugs Bunny’s 3rd Movie: 1001 Rabbit Tales) ist ein US-amerikanischer Kompilations-Zeichentrickfilm aus dem Jahr 1982. Der Film besteht zu großen Teilen aus alten Cartoons der Looney-Tunes- und Merrie-Melodies-Reihen von Warner Bros., die durch neu produzierte Brückensequenzen miteinander verbunden sind.

## Inhalt
Bugs Bunny und Daffy Duck begeben sich in die Welt, um im Auftrag ihres Verlages Random House so viele Bücher wie möglich zu verkaufen. Daffy fliegt zunächst zu Schweinchen Dicks Haus, in dem er es mit einem großen Hund zu tun bekommt. Bugs buddelt sich derweil einen Weg in den Dschungel, wo er von einem betrunkenen Storch überwältigt und als Ersatz für das kurz zuvor verloren gegangene Baby eines Menschenaffenpaares an dessen Eltern ausgeliefert wird.
Die beiden Buchverkäufer können den Situationen entrinnen und treffen sich nach einer Weile auf der Farm von Elmer Fudd wieder. Sie reisen zusammen weiter und gelangen in eine Wüstenhöhle voller Schätze, die von einem grimmigen Wächter namens Hassan gehütet werden. Dieser kann durch einen Trick weggelockt werden, woraufhin sich Daffy an den Reichtümern ergötzt und Bugs weiter durch die Welt zieht.
An einem Wüstenpalast angekommen, spricht Bugs bei Yosemite Sam vor, um für seine Ware zu werben. Da dieser jedoch gerade einen neuen Geschichtenerzähler für seinen Sohn Prinz Abadaba sucht, wird Bugs kurzerhand dazu gezwungen, den freien Posten zu besetzen. Er erzählt dem verwöhnten Bengel die Geschichten Tweety and the Beanstalk, in der ein winziger Sylvester versucht, Tweety zu fangen, Bewitched Bunny, die davon berichtet, wie Bugs Bunny Hänsel und Gretel aus den Fängen der bösen Hexe Hazel befreite und dann selbst Gefahr lief, verspeist zu werden, Goldimouse and the Three Cats, in der sich eine Blondinenmaus in das Haus von Sylvester, dessen Frau und Sylvester Jr. verirrt, Sheepdog – Der doofe Schafskopf, die von Ralph Wolfs Versuchen berichtet, die von Sam Sheepdog gehüteten Schafe zu stehlen (Diese Geschichte wurde nur in frühen TV-Ausstrahlungen gezeigt) und Red Riding Hoodwinked, in der Rotkäppchen Tweety als Geschenk zu ihrer Großmutter Granny bringen will und es die beiden mit Sylvester und dem bösen Wolf zu tun bekommen.
In der Zwischenzeit hat Daffy die Schätze der Höhle für den Abtransport zusammengetragen. Als er alles nochmal gründlich nach vergessenen Einzelstücken absucht, findet er eine magische Lampe, der, nachdem er an ihr reibt, ein Dschinn entsteigt. Aus Angst, das Geisterwesen wolle ihm die Schätze wieder wegnehmen, versucht Daffy dieses wieder in sein beherbergendes Gefäß zurückzudrängen, woraufhin der erboste Dschinn Daffy aus der Höhle hinaus in die Wüste jagt.
Bugs versucht derweil, mit einem fliegenden Teppich aus Yosemite Sams Palast zu entkommen, scheitert aber und ist weiterhin dazu gezwungen, den Prinzen zu unterhalten. Er erzählt eine Geschichte von Sylvester, als dieser versucht, Speedy Gonzales und dessen Cousin Slowpoke Rodriguez mittels eines Flötenspiels zu fangen und die Geschichte vom singenden Frosch, in der ein singender und tanzender Frosch einem Mann immer nur dann sein Talent zeigt, wenn kein anderer Mensch dies beobachten kann.
Durch einen Trick gelingt es Bugs schließlich doch noch, aus dem Palast zu entkommen. In der Wüste trifft er kurz darauf auf den durstgeplagten Daffy, der, als er den Palast erblickt, sogleich dorthin eilt, um Bücher zu verkaufen.

### Enthaltene Cartoons
- Cracked Quack
- Das Kuckucksei (Apes of Wrath, gekürzt)
- Wise Quackers (Die Eröffnungsszene, in der Daffy fliegt und nach einer Bruchlandung Elmer begegnet)
- Ali Baba Bunny (Gekürzt, ein Teil der Endszene erscheint später)
- Tweety and the Beanstalk (Gekürztes Ende)
- Bewitched Bunny (Gekürzt)
- Goldimouse and the Three Cats (Gekürztes Ende)
- Sheepdog – Der doofe Schafskopf (A Sheep in the Deep, gekürzt, wurde nur in frühen TV-Ausstrahlungen gezeigt. In der originalen Kinoversion unterlag der Cartoon dem Schnitt)[1]
- Red Riding Hoodwinked
- Der Rattenfänger von Guadeloupe (The Pied Piper of Guadalupe) und Speedy Gonzales, der Lebensretter (Mexican Boarders) (Die Geschichte startet mit dem ersten Film, nachdem Sylvester gelernt hat, die Flöte zu spielen, wechselt dann zur Handlung des zweiten Films und dann wieder zum Ende des ersten Films)
- Der singende Frosch (One Froggy Evening, gekürztes Ende)
- Aqua Duck (Ausschnitt, spiegelverkehrt)

## Hintergrund und Synchronisation
Bugs Bunny – Märchen aus 1001 Nacht kam am 19. November 1982 in die US-amerikanischen Kinos. Die meisten Stimmen in der englischen Originalversion wurden von Mel Blanc gesprochen. Lennie Weinrib lieh der Figur Prinz Abadaba in den neu produzierten Brückensequenzen seine Stimme. Die deutsche Fassung entstand für das ZDF unter Redaktion von Marianne Brink. Die Synchronisation übernahm das Studio Hamburg, für Dialogbuch und -regie war Eberhard Storeck verantwortlich, der auch die Stimme von Speedy Gonzales sprach. Als weitere Sprecher sind Gerd Vespermann für Bugs Bunny, Andreas von der Meden für Daffy Duck, Franz-Josef Steffens für Yosemite Sam, Wolfgang Draeger für Schweinchen Dick, Sylvester und Elmer Fudd sowie Stefan Brönneke für Prinz Abadaba zu hören. Der Gesang in dem Cartoon Der singende Frosch wurde ebenfalls ins Deutsche übertragen. Die Video-Premiere erfolgte 1994.
| Rolle                     | Originalsprecher | Deutscher Sprecher    |
| ------------------------- | ---------------- | --------------------- |
| Bugs Bunny                | Mel Blanc        | Gerd Vespermann       |
| Daffy Duck                | Mel Blanc        | Andreas von der Meden |
| Yosemite Sam              | Mel Blanc        | Franz-Josef Steffens  |
| Speedy Gonzales           | Mel Blanc        | Eberhard Storeck      |
| betrunkener Storch        | Mel Blanc        | Eberhard Storeck      |
| Tweety                    | Mel Blanc        |                       |
| Sylvester                 | Mel Blanc        | Wolfgang Draeger      |
| Schweinchen Dick          | Mel Blanc        | Wolfgang Draeger      |
| Elmer Fudd                | Arthur Q. Bryan  | Wolfgang Draeger      |
| Alter Geschichtenerzähler | Shepard Menken   | Wolfgang Draeger      |
| Prinz Abadaba             | Lennie Weinrib   | Stefan Brönneke       |
| Hexe Hazel                | Bea Benaderet    | Karin Eckhold         |